# Eleonora d'Inghilterra (contessa di Bar)
Eleonora (Windsor, 17 giugno 1264 – Gand, 12 ottobre 1297) fu Contessa consorte di Bar e di Mousson, dal 1293 alla sua morte.

## Origine
Secondo il Florentii Wigornensis Monachi Chronicon, Continuatio, Eleonora era la figlia primogenita del re d'Inghilterra e duca d'Aquitania Edoardo I Plantageneto e della sua prima moglie, Eleonora di Castiglia, figlia secondogenita del re di Castiglia e León, Ferdinando III il Santo e di Giovanna di Dammartin, che, sia secondo la Chronica Albrici Monachi Trium Fontium, che secondo il Roderici Toletani Archiepiscopi De Rebus Hispaniæ, Giovanna era la figlia primogenita del conte di Aumale, Simone di Dammartin (?- 21 settembre 1239) e della contessa di Ponthieu, Maria (1199-settembre 1250), che era l'unica figlia del conte di Ponthieu, Guglielmo II e della moglie, Adele di Francia.
Edoardo I Plantageneto, secondo il Florentii Wigornensis Monachi Chronicon, Continuatio, era il figlio primogenito del re d'Inghilterra e duca d'Aquitania Enrico III Plantageneto e della moglie, Eleonora di Provenza, figlia secondogenita del conte di Provenza e conte di Forcalquier, Raimondo Berengario IV (1198 – 1245), e della moglie, Beatrice di Savoia (1206 – 1266), come risulta dalla cronaca del monaco benedettino inglese, cronista della storia inglese, Matteo Paris (1200 – 1259), quando ne descrive il matrimonio con il re d'Inghilterra, Enrico III e anche dal documento n° 99 del Peter der Zweite Graf von Savoyen, Markgraf in Italien, sein Haus und seine Lande, dello storico, Ludwig Wurstenberger

## Biografia
Eleonora nacque al castello di Windsor, secondo il Florentii Wigornensis Monachi Chronicon, Continuatio, nel 1264, ma secondo la "Chronica Johannis de Oxenedes, Volume 13", sarebbe nata nel 1269.
Secondo lo storico inglese, Thomas Rymer, nel suo Fœdera, Conventiones, Literæ il contratto di matrimonio tra Eleonora ed il figlio del re d'Aragona Pietro III, Alfonso (De nuptials intra filiam Edwardus regis primogenitam, filium Petri infantis Aragoniae primogenitum) fu siglato l'8 ottobre 1272 e poi riconfermato il 12 giugno 1281.
Secondo il cronista Raimondo Muntaner, il padre Edoardo I, nel 1286, inviò Boniface de Salamandrana e Jean d´Agrilli a Barcellona per negoziare il fidanzamento di Eleonora col Re di Aragona, di Valencia e di Maiorca e Conte di Barcellona e delle altre contee catalane, Alfonso III; e prima della fine di quell'anno ci fu un incontro a Oléron, tra Alfonso accompagnato dal fratello Pietro con Eleonora, accompagnata dai genitori, e dopo circa una settimana il contratto di fidanzamento era stipulato.
Eleonora, il 15 agosto 1290, dopo quattro anni di fidanzamento, sposò, per procura, nell'abbazia di Westminster, Alfonso III, che secondo la Cronaca piniatense era il figlio primogenito del re d'Aragona, di Valencia e conte di Barcellona e altre contee catalane, Pietro III il Grande e di Costanza di Sicilia, figlia del re di Sicilia Manfredi (figlio illegittimo dell'imperatore Federico II di Svevia) e di Beatrice di Savoia (1223 – 1259).
Il matrimonio non fu mai consumato, in quanto Edoardo I rifiutò di mandare la figlia, Eleonora in Aragona finché il re Alfonso III e tutti i suoi parenti erano colpiti dall'interdetto papale, per la mancata restituzione della Sicilia agli angioini.
Eleonora, l'anno dopo rimase vedova in quanto Alfonso III, secondo la Cronaca piniatense, morì all'improvviso, a 27 anni, il 18 giugno del 1291.
Nel 1293, Eleonora si sposò, in seconde nozze, il Contee di Bar e di Mousson, Enrico III; secondo il Florentii Wigornensis Monachi Chronicon, Continuatio, il matrimonio fu celebrato il 20 settembre a Bristol; Enrico III di Bar (Henry aineis fils le comte de Bar), come ci viene confermato dal testamento del padre, nelle Preuves de l'HISTOIRE ECCLESIASTIQUE ET CIVILE DE LORRAINE, Volume 2, era il figlio maschio primogenito del Conte di Bar, di Mousson, Teobaldo II (Thiebaut cuens de Bar) e della sua seconda moglie, la Signora di Toucy, di Saint-Fargeau e di Puisaye (regione compresa tra il Gâtinais e la Borgogna), Giovanna di Toucy (Jehenne contesse de Bar ma femme), che era figlia di Giovanni, Signore di Toucy, di Saint-Fargeau e di Puisaye (regione compresa tra il Gâtinais e la Borgogna) e sua moglie Emma di Laval.
Eleonora morì a Gand, il 12 ottobre del 1297, e la salma fu trasferita a Londra e tumulata nell'abbazia di Westminster.

## Discendenza
Eleonora ad Alfonso non diede figli, in quanto il matrimonio non era stato consumato e secondo il cronista Raimondo Muntaner Alfonso III era ancora vergine, non avendo mai avuto contatti con una donna (il était parfaitement vierge, n´ayant jamais approché de femme).
Eleonora ad Enrico diede tre figli:
- Edoardo[21] (1296-Famagosta, 11 novembre 1336), Conte di Bar, di Mousson[22], che, nel 1310, sposò Maria di Borgogna, figlia del duca di Borgogna, Roberto II, da cui ebbe tre figli:
  - Enrico (ca.1312-1344),  Conte di Bar, di Mousson[23];
  - Eleonora († 1332), sposata (1330) con Rodolfo di Lorena, figlio di Federico IV[24];
  - Beatrice, moglie di Guido I Gonzaga, signore di Mantova[25];
- Giovanna (1296-1361), sposata con Giovanni, conte di Warenne, del Sussex e di Strathein[21]. Il matrimonio venne annullato nel 1315, e Giovanna fu reggente del ducato di Bar a partire dal 1354.
- Eleonora, che secondo la History of the Princes of South Wales sposò Llywelin ap Owen signore di Iscoed, figlio di Owen ap Maredudd e la moglie Angharad di Cydewain[26].

## Ascendenza
|                             |                    |                                    | Genitori                  |  |  | Nonni |  |  | Bisnonni               |  |  | Trisnonni               |  |
|                             |                    |                                    |                           |  |  |       |  |  | Giovanni d'Inghilterra |  |  | Enrico II d'Inghilterra |  |
|                             |                    |                                    |                           |  |  |       |  |  | Giovanni d'Inghilterra |  |  | Enrico II d'Inghilterra |  |
|                             |                    | Eleonora d'Aquitania               |                           |  |  |       |  |  | Giovanni d'Inghilterra |  |  |                         |  |
| Enrico III d'Inghilterra    |                    |                                    |                           |  |  |       |  |  | Giovanni d'Inghilterra |  |  |                         |  |
|                             |                    | Isabella d'Angoulême               | Ademaro III d'Angoulême   |  |  |       |  |  |                        |  |  |                         |  |
|                             |                    | Isabella d'Angoulême               | Ademaro III d'Angoulême   |  |  |       |  |  |                        |  |  |                         |  |
|                             |                    | Isabella d'Angoulême               | Alice di Courtenay        |  |  |       |  |  |                        |  |  |                         |  |
| Edoardo I d'Inghilterra     |                    | Isabella d'Angoulême               |                           |  |  |       |  |  |                        |  |  |                         |  |
|                             |                    | Raimondo Berengario IV di Provenza | Alfonso II di Provenza    |  |  |       |  |  |                        |  |  |                         |  |
|                             |                    | Raimondo Berengario IV di Provenza | Alfonso II di Provenza    |  |  |       |  |  |                        |  |  |                         |  |
|                             |                    | Raimondo Berengario IV di Provenza | Garsenda di Provenza      |  |  |       |  |  |                        |  |  |                         |  |
| Eleonora di Provenza        |                    | Raimondo Berengario IV di Provenza |                           |  |  |       |  |  |                        |  |  |                         |  |
|                             |                    | Beatrice di Savoia                 | Tommaso I di Savoia       |  |  |       |  |  |                        |  |  |                         |  |
|                             |                    | Beatrice di Savoia                 | Tommaso I di Savoia       |  |  |       |  |  |                        |  |  |                         |  |
|                             |                    | Beatrice di Savoia                 | Margherita di Ginevra     |  |  |       |  |  |                        |  |  |                         |  |
| Eleonora d'Inghilterra      |                    | Beatrice di Savoia                 |                           |  |  |       |  |  |                        |  |  |                         |  |
|                             | Alfonso IX di León | Ferdinando II di León              |                           |  |  |       |  |  |                        |  |  |                         |  |
|                             | Alfonso IX di León | Ferdinando II di León              |                           |  |  |       |  |  |                        |  |  |                         |  |
|                             | Alfonso IX di León | Urraca del Portogallo              |                           |  |  |       |  |  |                        |  |  |                         |  |
| Ferdinando III di Castiglia | Alfonso IX di León |                                    |                           |  |  |       |  |  |                        |  |  |                         |  |
|                             |                    | Berenguela di Castiglia            | Alfonso VIII di Castiglia |  |  |       |  |  |                        |  |  |                         |  |
|                             |                    | Berenguela di Castiglia            | Alfonso VIII di Castiglia |  |  |       |  |  |                        |  |  |                         |  |
|                             |                    | Berenguela di Castiglia            | Eleonora d'Inghilterra    |  |  |       |  |  |                        |  |  |                         |  |
| Eleonora di Castiglia       |                    | Berenguela di Castiglia            |                           |  |  |       |  |  |                        |  |  |                         |  |
|                             |                    | Simone di Dammartin                | Alberico II di Dammartin  |  |  |       |  |  |                        |  |  |                         |  |
|                             |                    | Simone di Dammartin                | Alberico II di Dammartin  |  |  |       |  |  |                        |  |  |                         |  |
|                             |                    | Simone di Dammartin                | Matilde di Clermont       |  |  |       |  |  |                        |  |  |                         |  |
| Giovanna di Dammartin       |                    | Simone di Dammartin                |                           |  |  |       |  |  |                        |  |  |                         |  |
|                             |                    | Maria di Ponthieu                  | Guglielmo II di Ponthieu  |  |  |       |  |  |                        |  |  |                         |  |
|                             |                    | Maria di Ponthieu                  | Guglielmo II di Ponthieu  |  |  |       |  |  |                        |  |  |                         |  |
|                             |                    | Maria di Ponthieu                  | Adele di Francia          |  |  |       |  |  |                        |  |  |                         |  |
|                             |                    | Maria di Ponthieu                  |                           |  |  |       |  |  |                        |  |  |                         |  |

### Fonti primarie
- (LA)  Monumenta Germaniae Historica, Scriptores, tomus XXIII.
- (LA)  Florentii Wigornensis Monachi Chronicon, Continuatio.
- (LA)  Chronica Johannis de Oxenedes, Volume 13.
- (LA)  Recueil des historiens des Gaules et de la France. Tome 12.
- (LA)  Peter der Zweite Graf von Savoyen, Markgraf in Italien, sein Haus und seine Lande.
- (LA)  Matthæi Parisiensis, Monachi Sancti Albani, Chronica Majorar, vol. III.
- (LA)  Rymer, T. (1745) Fœdera, Conventiones, Literæ 3rd Edn (London.
- (LA, FR)  Cartulaire de l'abbaye de Sainte Hoïlde.
- (LA, FR)  HISTOIRE ECCLESIASTIQUE ET CIVILE DE LORRAINE, Volume 2.

### Letteratura storiografica
- (FR)  Georges Poull, La Maison souveraine et ducale de Bar, 1994.
- (FR)  Histoire généalogique de la maison royale de Dreux (Paris), Luxembourg.
- (FR)  GESTA EPISCOPORUM MESSINS.
- (FR)  Chronique de Ramon Muntaner. Tome 2
- (EN)  Bridgeman, G. T. O. (1876) History of the Princes of South Wales (Wigan)5.
- (ES)  [cronica de san juan de la peña pdf cronica de san juan de la peña]